# Er (Bible)
Pour les articles homonymes, voir Er.
Er (hébreu : עֵר ʿEr, « éveillé ») est le nom de plusieurs personnages mineurs de la Bible, descendant tous de Juda.

## Er fils de Juda
Premier-né de Juda et de son épouse la fille de Choua, Er reçoit de son père une femme nommée Tamar en mariage. Cependant, « Er, le premier-né de Juda, fut mauvais aux yeux de YHWH et YHWH le fit mourir » (Genèse 38:6-7). 

Le texte, recourant à un procédé déjà utilisé en Genèse 6:8 (« Mais Noé — נח Noa’h — trouva grâce — חן hen — aux yeux de YHWH »), joue sur le nom d’Er pour indiquer l’évaluation divine (« Er ער » et « רע ra, mauvais »), mais contrairement à Genèse 6, la raison n’en est jamais donnée et les mentions ultérieures de l’évènement (Genèse 46:12, Nombres 26:19, I Chroniques 2:3) n’y reviennent pas, se bornant à signaler dans un style lapidaire son existence et sa mort prématurée ou renvoyant à Genèse 38 même. 

Beaucoup verront dans cette mort un châtiment dirigé contre Juda : si Ruben offre à Jacob deux de ses fils en otages afin de le convaincre de le laisser Benjamin en Égypte (Genèse 42:37), c’est parce qu’il croit comprendre que Juda a perdu deux fils pour avoir fait perdre un fils à Jacob. Pour Malachie, Er et Onan sont morts parce que 

« Juda a trahi, une abomination s'est perpétrée en Israël et à Jérusalem ! Oui, Juda a profané ce qui est sacré devant YHWH, ce qui lui est cher : il a épousé la fille d'un dieu étranger. Que YHWH bannisse celui qui agit de la sorte, l’être veillant et parlant, des tentes de Jacob, capable de présenter des offrandes à YHWH-Tsevaot ! (Malachie 2:11-12) »

 Le prophète judéen évoque le précédent de l’ancêtre éponyme pour haranguer ses contemporains, coupables d’avoir ramené des étrangères de leur exil à Babylone ; le sort de leur engeance sera celui d’Er et Onan, qu’il évoque implicitement par l’« être veillant et parlant » (hébreu : עֵר וְעֹנֶה èr vèonè) dont la sonorité rappelle les deux frères. Le Midrash, s’appuyant sur les connotations morales de « Juda descendit » (Genèse 38:1), reprend en les amplifiant les plaintes de Malachie, enseignant par ailleurs que la mort de ses proches survient en rétribution mesure pour mesure des actions de Juda dans la vente de Joseph, soit qu’il l’a vendu soit qu’il a négligé de mener son sauvetage à son terme (Juda sauve Joseph de la mort mais ne le ramène pas à son père, enjoignant ses frères à le vendre).
Certains, considérant Genèse 6:8 comme une esquisse d’explication, chercheront à lier le destin d’Er à son nom. Parmi les commentateurs intra-bibliques, seul le livre de Ruth semble se satisfaire de cette interprétation, donnant aux fils de Noémi — dont la mort met, comme en Genèse 38, l’intrigue en branle — des noms vraisemblablement symboliques, Mahlon et Kilion qui évoquent respectivement la maladie et le décès prématuré. Cette idée rencontrera cependant un écho plus important dans la littérature post-biblique : Philon d’Alexandrie lie ʿEr à la peau (hébreu : עור ʿor) — Juda espérait, selon le commentateur judéo-alexandrin, que la naissance de cet enfant consolerait Jacob de la perte de Joseph comme une peau recouvrant la plaie béante mais de ce fait, il se rapproche de la peau-cadavre et meurt pour cette raison, sans faute particulière. Le Targoum du Pseudo-Jonathan rapproche ʿEr de la racine ʿ-r-h (« vider, déverser ») — Er était voué par son nom à « être "vidé" du monde », et le Midrash d’ʿariri (« sans enfants »).

### La raison de la mise à mort d’Er par Dieu
Pour l’auteur des premiers chapitres d’I Samuel, les fils d’Eli sont, comme les fils de Juda, des enfants dévoyés qui meurent par la volonté de Dieu pour avoir persévéré dans leur inconduite, tant cultuelle que sexuelle. Malachie 2:12-13 impute leur mort à l’union de Juda à une Cananéenne. 
Le livre des Jubilés partage l’aversion de Malachie 2:11-12 pour les unions contractées hors de la nation israélite. Jubilés 41:2-3 enseigne cependant qu’Er provoque sa destinée plutôt qu’il ne la subit car, élevé à la cananéenne, il prend en haine cette Araméenne que Juda, regrettant d’avoir épousé une Cananéenne, lui avait prise pour femme ; il refuse de coucher avec elle, comme plus tard Onan et se rebelle ce faisant envers Juda et les patriarches, dont il transgresse la volonté, ainsi qu'envers Dieu lorsqu’il s’arroge le droit de « fermer » le ventre de Tamar alors que cette prérogative relève du divin. Comme la situation de Tamar relève de la veuve sans enfants que son beau-frère refuse de féconder mais qu’elle n’a pas la possibilité de protester aux oreilles des anciens de sa ville (cf. Deutéronome 25:9-10), Dieu se fait juge et met les fils de Juda à mort. Le Testament de Juda impute à Bat Choua une part plus active dans l'intrigue et Er prend Tamar en haine à l’instigation de sa mère sitôt après l’avoir prise pour épouse. En outre, ayant refusé par deux fois de coucher avec Tamar, le fils aîné de Juda serait mort pour cette raison au troisième jour de leurs noces.

### Er dans la Septante et les Jubilés
La version grecque de Genèse 38:7, « Her… fut méchant devant Kurios et Theos (Elohim) le fit mourir », porte deux attributs de la divinité alors que la version hébraïque n’en signale qu’un. Ceci pourrait indiquer qu’Er mourut pour une offense non-détaillée à la relation « générale » entre l’homme et Dieu.

### Er dans la tradition rabbinique
Comme les Jubilés, la tradition rabbinique enseigne qu’Er mourut pour n’avoir pas fécondé Tamar mais ce fut à la suite de pratiques sexuelles contre-nature : pour le Talmud de Jérusalem, il personnifie le mari qui oblige sa femme à « remplir et déverser aux ordures », ce qui a été compris allégoriquement par les rabbins babyloniens — l’aîné de Juda forçait Tamar à courir dès la conclusion de leurs rapports afin d’éviter que la semence ne prenne — et au pied de la lettre par leurs homologues de Galilée — Er méprisait Tamar et lui faisait remplir des seaux sans autre but que de les déverser aux ordures.
Un midrash, issu lui aussi des académies de Galilée, concourt avec l’interprétation non-littérale, expliquant qu’Er « labourait dans les jardins et se dévidait dans les ordures », de même qu’Onan « battait au dedans et semait en dehors » (le Talmud de Babylone parvient à la même conclusion de ce qu’il est dit en Genèse 38:10 : « [la] conduite [d’Onan] déplut à YHWH, qui le fit mourir de même », c’est-à-dire pour la même faute ; la motivation d’Er était, selon le même passage, sa crainte de voir la beauté de sa femme flétrie par la grossesse). Ces interprétations jouent sur les mots entre ʿEr et la racine ʿ-r-h (« vider, déverser »), de même que le Targoum du Pseudo-Jonathan, qui enseigne qu’Er était voué par son nom à « être "vidé" du monde » ou à mourir ʿariri (« sans enfants »). 
Une tradition rabbinique lie également les morts d’Er et Onan à la vente de Joseph, considérant qu’elles surviennent en rétribution du rôle joué par Juda dans cette dernière. Cette interprétation semble aussi avoir été celle de Ruben lorsqu’il offre à Jacob ses deux fils aînés en otage au cas où il ne reviendrait pas d’Égypte avec Benjamin ; Jacob rejettera cette proposition (Genèse 42:37-38). La mort d’Er

## Er fils de Shelah
Le nom d’Er apparaît en I Chroniques 4:21, où il est donné au premier-né de Shelah, le troisième fils de Juda. Celui-ci pourrait avoir donné le nom du mort à son aîné afin de relever son statut (cf. Genèse 38:8) mais l’exégèse critique-historique pense y déceler deux traditions généalogiques concurrentes, chacune tentant d’expliquer le devenir des diverses composantes de ce qui n’aurait pas encore formé la tribu de Juda.

## Er fils de Yosse
Er est le fils de Yosse et père d'Elmodam, quarante-neuvième dans la généalogie de Jésus selon Luc 3:28.